# آنتونت۷
آنتونت۷ (به انگلیسی: Antoinette_VII) یک هواگردملخ‌پیشین تک‌موتوره از نوع اثبات‌گر فناوری ساخت شرکت Antoinette است. هواگرد آنتونت۷ نخستین پروازش را در ۱۹۰۹ میلادی انجام داد.
طراح این هواگرد، Léon Levavasseur بود.